# وينترسلو (إنجلترا)
وينترسلو (بالإنجليزية: Winterslow)‏ هي أبرشية مدنية يبلغ عدد سكانها حوالي 2000 نسمة، تقع على بعد حوالي عشر كيلومترات شمال شرق سالزبوري في ويلتشير، إنجلترا.

## التاريخ
يوجد أدلة تاريخية تدل على أن قرية وينترسلو إحتوت على مستوطنات ما قبل التاريخ، وملامح من العصر البرونزي، وحصن تل من العصر الحديدي في غابة أشلي، على جانب الشمال الشرقي لحدود هامبشاير.
يقع وسط وينترسلو على طول الطريق الروماني الذي يمتد غربًا باتجاه ساروم القديمة.  سُجلت المستوطنات الثلاث (غرب ووسط وشرق وينترسلو اليوم) في كتاب ونشيستر ( عام 1086) باسم "وينترسلي" (بالإنجليزية: Wintreslei)‏؛التي تعني "تل الشتاء أو مكان الدفن".
تطورت وينترسلوز في بداية الأمر بطريقة منفصلة؛ حيث كانت منطقة وسط وينترسلو تعرف لفترة معينة باسم ميدلتون (بالإنجليزية: Middleton)‏.
في عام 1958، سُميت القرية التي تحيط "كنيسة جميع القديسين" (بالإنجليزية: All Saints' church)‏ على الخرائط باسم وينترسلو، مع وجود غرب وينترسلو المجاورة للجنوب الشرقي.
منذ القرن السابع عشر، كان وينترسلو هت (بالإنجليزية: Winterslow Hut)‏ عبارة عن نزل استُعمل سابقاً كموقف لعربات الخيول على جانب الطريق بالقرب من وسط وينترسلو. في وقت لاحق أصبح يعرف بـاسم "فندق الفيزانت" (بالإنجليزية: The Pheasant Hotel)‏ أو "نزل الفيزانت" (بالإنجليزية: Pheasant Inn)‏، أُغلقت العملية التجارية في عام 2007، وحُول المبنى الذي تعرض للتعديل بشكل كبير إلى أربعة مساكن الآن. 

## نظام الحكم
أما نظام الحكم السائد في وينترسلو هو أن الرعية المدنية تقوم على إنتخاب ما يُسمى بمجلس الرعية. حيثُ تتم هذه الإنتخابات في منطقة السلطة الوحدوية لمجلس ويلتشير؛ المسؤولة عن جميع وظائف الحكومة المحلية المهمة.
يوجد جناح انتخابي بنفس الاسم؛ يبدأ هذا الجناح على مشارف سالزبوري في الجنوب الغربي ويمتد في الاتجاه الشمالي الشرقي إلى وينترسلو. بلغ إجمالي عدد سكان الجناح الذي تم إجراؤه في تعداد 2011 إلى 3894 نسمة.

## كنيسة الرعية

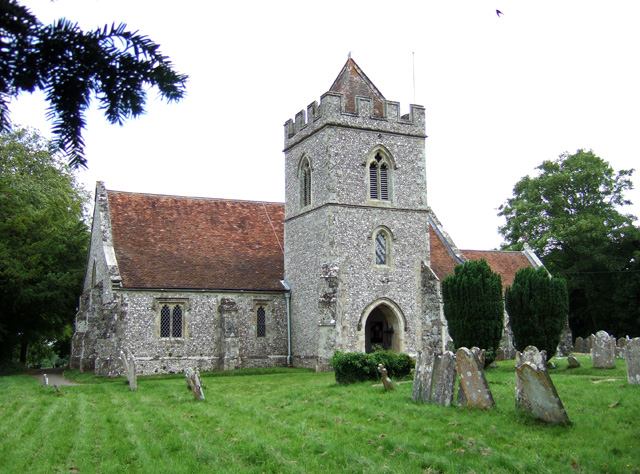
كنيسة جميع القديسين All Saints' Church.

يعود تاريخ كنيسة الأبرشية في كنيسة إنجلترا (بالإنجليزية: Church of England parish church)‏ لجميع القديسين في غرب وينترسلو إلى أوائل القرن الثاني عشر، ولكن أعيد بناؤها إلى حد كبير في عام 1849-1851 على يد توماس هنري وايت؛ حيثُ قام على استخدام الصوان الملتوي. حيثُ ذكر نيكولاوس بيفسنر أن عمل توماس هنري وايت كان في الغالب من الخارج. حيث إحتوت الكنيسة على (مذبح صغير، وصحن ذو ممر، وشرفة جنوبية مع برج مغطى بسقف هرمي من القرميد).
ميزات القرن الثاني عشر الباقية هي: الجزء الشرقي من صحن الكنيسة، والممر الجنوبي، بالإضافة إلى خط الحوض البسيط. وأُضيف الممر الشمالي في القرن الثالث عشر.
أما المذبح فهو ملك توماس هنري وايت بالكامل، باستثناء قوس المذبح الذي يعود إلى القرن الثالث عشر. صُنفت الكنيسة على أنها من الدرجة الثانية في عام 1960.
يعود تاريخ المنبر في الغالب إلى القرن السابع عشر. قام جون واليس بإلقاء أحد الأجراس الستة في عام 1593؛ أُعيد صياغة الآخرين بواسطة جون تايلور وشركاه في عام 1910، عندما تم إعادة تعليق الجلجلة. 
أُضيفت نافذة في في الممر الشمالي، بأسلوب ما قبل الرفائيلية الملون، من تصميم كارل بارسونز عام 1918. 
نُقلت الأجزاء الشرقية من أبرشيات وينتربورن دونتسي ووينتربورن جونر إلى أبرشية وينترسلو في عام 1956.
اليوم الكنيسة هي واحدة من مجموعة كلارندون، إلى جانب ثمانية آخرين. 

## الكنائس الأخرى
أُفتتح العديد من الكنائس الاخرى، من أهمها:
1. أُفتتحت كنيسة مُساعدة (بالإنجليزية: chapel of ease)‏ من الطوب والصوان مخصصة للقديس يوحنا المعمدان في ذا كومون في عام 1860، [19]وهي أيضًا جزء من مجموعة كلارندون.[20]
2. أُفتتحت ميثودية صغيرة (بالإنجليزية: Methodist)‏ في The في ذا كومون عام 1810؛ يعود تاريخ المبنى الحالي إلى عام 1865.[21]
3. أُفتتحت الكنيسة الإنجيلية (بالإنجليزية: Evangelical)‏ في ميدل وينترزلو في عام 1891. المبنى الحالي يعود تاريخه إلى عام 1979.[22]
4. أُفتتحت كنيسة وينترسلو المعمدانية (بالإنجليزية: Baptist)‏، في ويست وينترسلوفي عام 1908.[23] [24]

## المباني البارزة
أُفتتح العديد من المباني البارزة، من أهمها:
- محكمة روش القديمة (بالإنجليزية: Roche Old Court)‏: أعيد بناء محكمة روش القديمة في إيست وينترسلو (قصر مالك العزبة سابقاً). [5] ومزرعة (سميت على اسم عائلةروش، التي كانت تستأجر عقارًا في القرن الرابع عشر) [5] جزئيًا (عام 1620) بالطوب الأحمر والحجر. يحتوي المنزل على ستة خلجان وإضافات تعود إلى القرن الثامن عشر، وهو مُدرج في الدرجة الثانية.[25] ويحتوى على الحظيرة المكونة من ستة فتحات (من القرن السادس عشر أو أوائل القرن السابع عشر) مدرجة أيضًا في الدرجة الثانية.[26][27]

- المنزل الريفي (بالإنجليزية: country house)‏: بالقرب من شرق وينترسلو أيضًا، يوجد منزل ريفي يقع في حدائق، بُني في عام 1804-1805 ليحل محل منزل سابق لفرانسيس توماس إجيرتون لتصميمات المهندس المعماري اللندني سي إتش تاثام .[28] كان المنزل المكون من طابقين والمبني من الحجر الجيري في البداية بواجهة من أربعة فتحات ولكن أُضيف ثلاثة فتحات على الجانب الأيسر. يحتوي المدخل على رواق توسكاني رباعي الطراز. صُنف المنزل على أنه من الدرجة الثانية مدرجًا في عام 1987.[29] يُعتقد أن مشتل البرتقال[30] ورواق الحديقة [31] كانا جزءًا من تصميم الحديقة الأصلي، في نفس فترة المنزل. حيثُ يعود تاريخ الكتلة المستقرة أيضًا إلى القرن التاسع عشر.[32]

- مزرعة الملوك (بالإنجليزية: Kings Farm)‏: تعد مزرعة الملوك في غرب ونترسلو مثالًا كاملاً إلى حد كبير لمنزل مفتوح ذو إطار من الفخار، بُني عام 1460 ثم تم تعديله وتوسيعه لاحقًا. تم تصنيفها على أنها من الدرجة الثانية درجة في (عام 2022) بعد تحديد عمرها من خلال التأريخ بحلقات الأشجار.[33] [34]

- مادلين، كونتيسة بيسبورو (بالإنجليزية: Madeleine, Countess of Bessborough)‏: أسست كونتيسة بيسبورو، مركز الفن الجديد في شارع سلون في لندن (عام 1958)، والذي تم نقله إلى روش كورت في عام 1994 باعتباره حديقة ومعرض النحت في مركز الفن الجديد.[35] [36] تمت إضافة مساحات العرض إلى مكان الإقامة، بما في ذلك جدار زجاجي يعود تاريخه إلى عام 1998 يربط بين المنزل ومشتل البرتقال. [37] [38] منذ عام 2005، قامت مؤسسة روش كورت التعليمية، (وهي مؤسسة خيرية)، [39] بتعزيز تقدير النحت والفنون الأخرى بين الشباب من خلال الزيارات إلى الحديقة ومن خلال التواصل. [40]

## المشاهير
يوجد العديد من الشخصيات البارزة، من أهمها:
- جون روش (بالإنجليزية: John Roches)‏ (1333–1400)، السفير، عضو البرلمان والأدميرال، ورث حصة في قصر وينترسلو من خلال والدته.[41]

- وليم هازليت (بالإنجليزية: William Hazlitt)‏ (1778–1830)، مؤلف وناقد؛ كانت زوجته سارة تمتلك كوخًا في ميدل وينترسلو.[42]

- روبرت ثيستلثويت (بالإنجليزية: Robert Thistlethwayte)‏ (1690–1744)، أكاديمي.

- بيتر بيلينجر برودي (بالإنجليزية: Peter Bellinger Brodie)‏(1778-1854) ، ناقل حركة، وشقيقه السير بنجامين كولينز برودي (بالإنجليزية: Sir Benjamin Collins Brodie)‏ (1783-1862) عالم فيزيولوجي وجراح رائد.

- منذ عام 1955 على الأقل، كانت روش كورت مقر إقامة السير جيفري رونالد كودرينجتون، وهو عقيد متقاعد في الجيش الإقليمي .[43] كان حاجبًا نبيلًا [44] لجورج السادس وإليزابيث الثانية، [45] [46] ويلتشير لعام 1955. لوح في الكنيسة يخلد ذكرى تجديد المذبح في عام 1975 يحمل اسمي كودرينجتون وزوجته.[47]

## وسائل الراحة
مدرسة وينترسلو الابتدائية المسيحية (بالإنجليزية: Winterslow CE Primary School)‏ في ميدل وينترسلو، تخدم الأبرشية والقرى القريبة. بُنيت كمدرسة وطنية (عام 1856) وقامت بتعليم الأطفال من جميع الأعمار حتى عام 1962.
في ميدل وينترسلو يوجد قاعة قرية حديثة كبيرة مزودة بملعب تنس. هناك حانة واحدة: "اللورد نيلسون" في ميدل وينترسلو. أما حانة "ليونز هيد" في ذا كومون، فقد تم إغلاقها في عام 2018. وهناك محل بقالة قرب "اللورد نيلسون".
يمر طريق كلارندون للمشاة لمسافات طويلة عبر وسط وينترسلو وغرب وينترسلو؛ طريقها على طول الطريق الروماني مشترك مع طريق الملك.

## معرض الصور

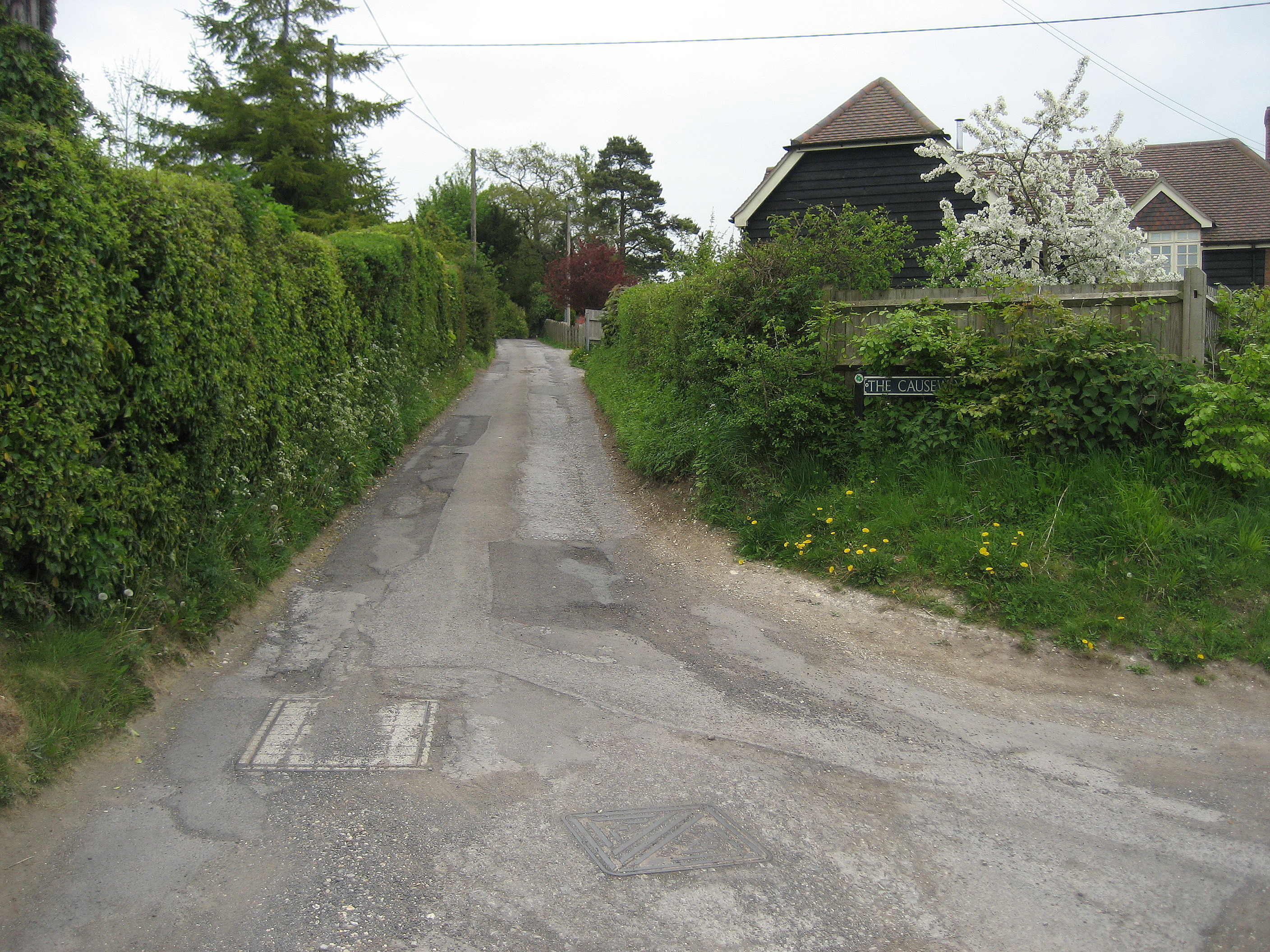
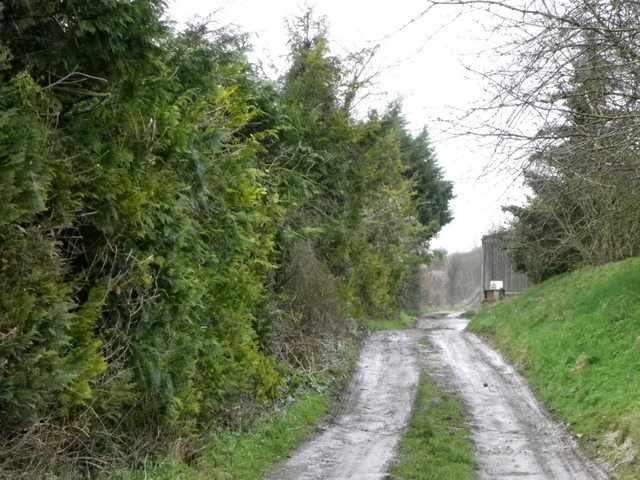
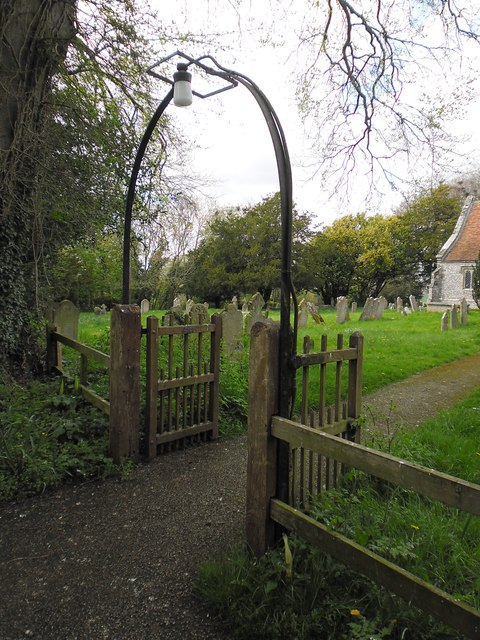
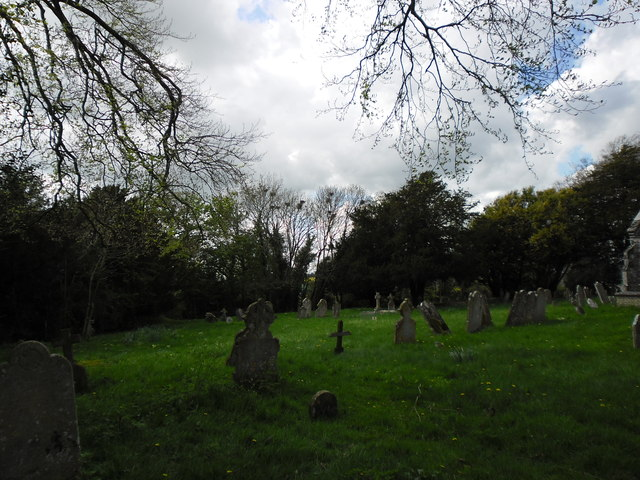
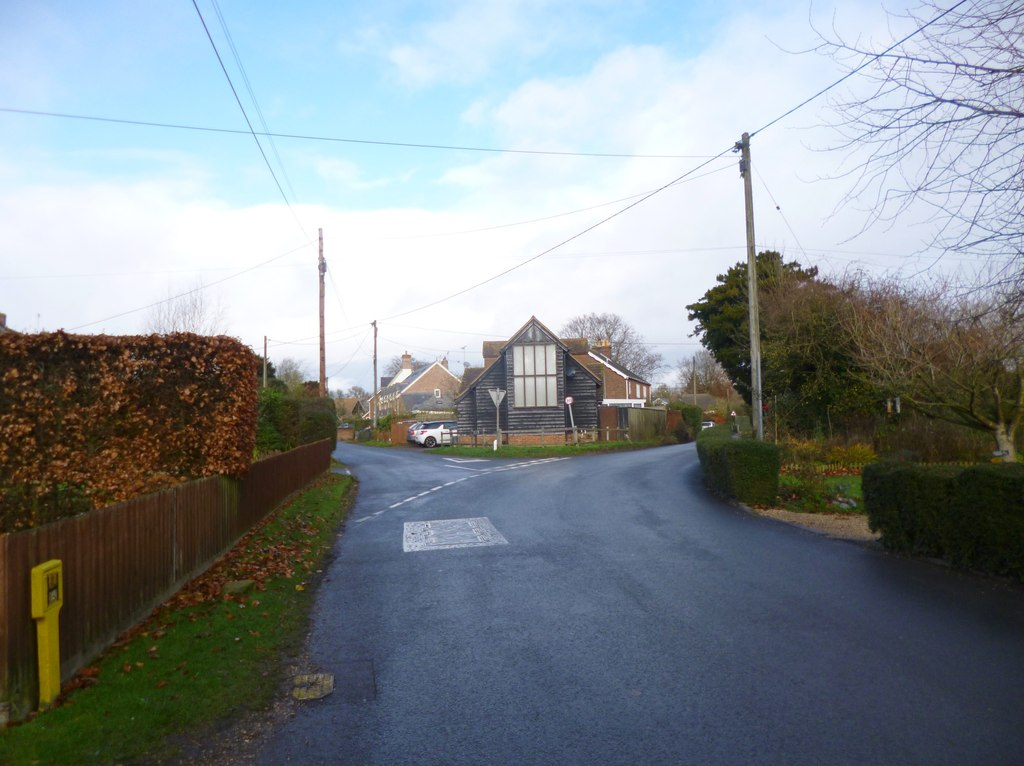
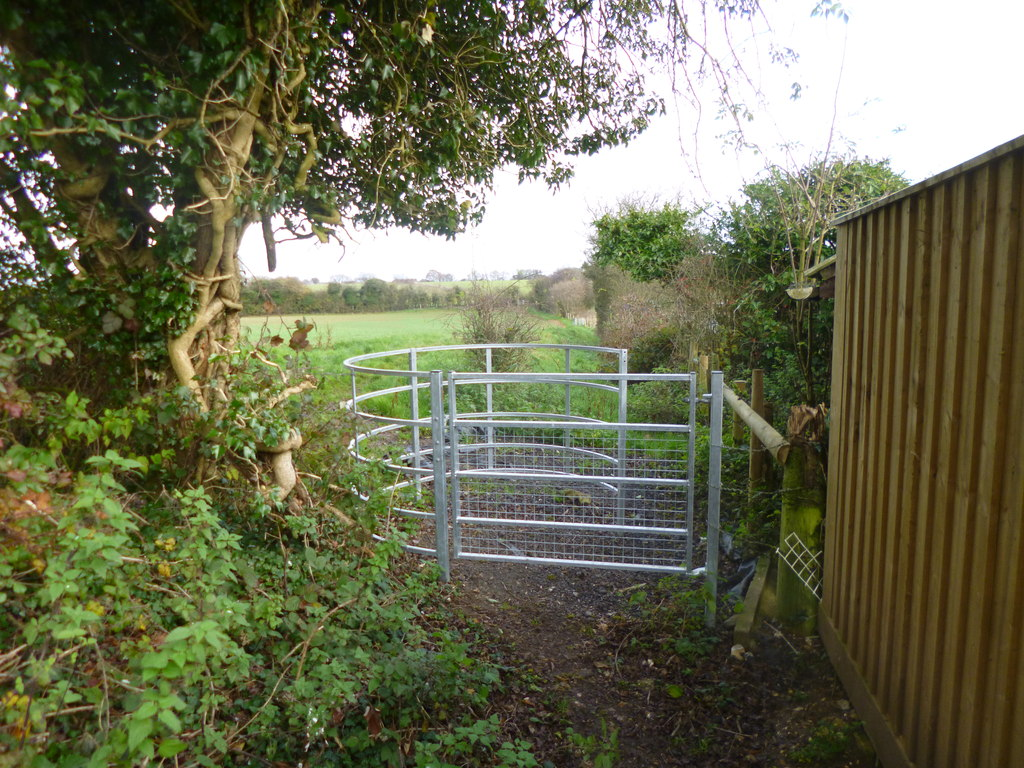
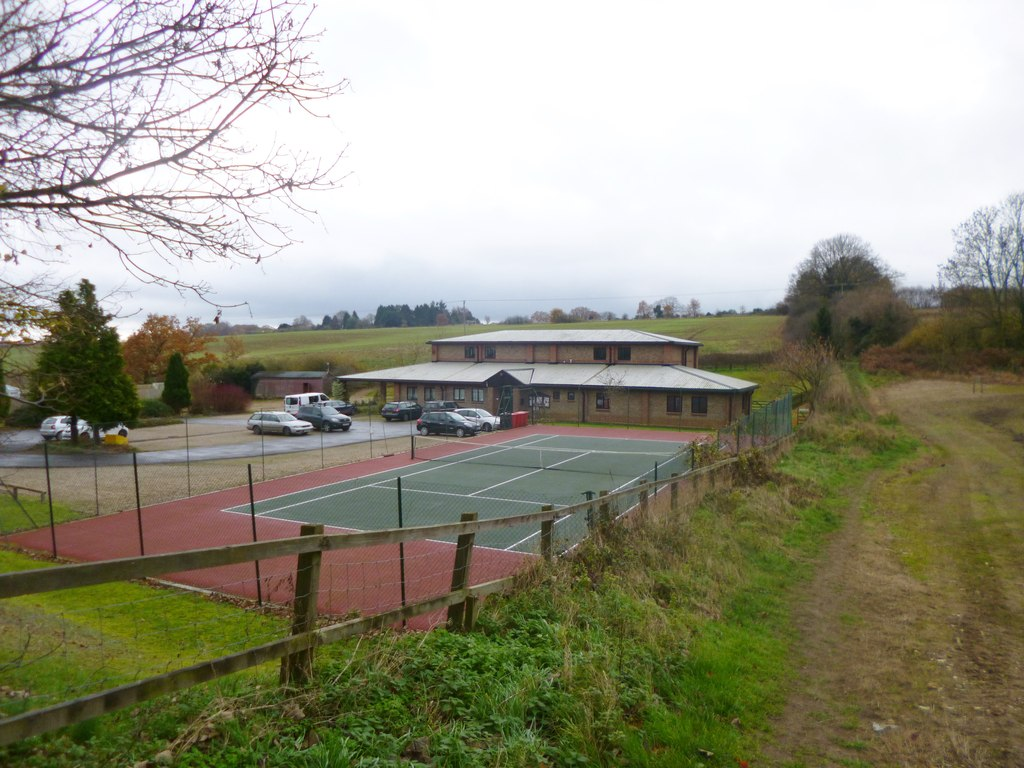
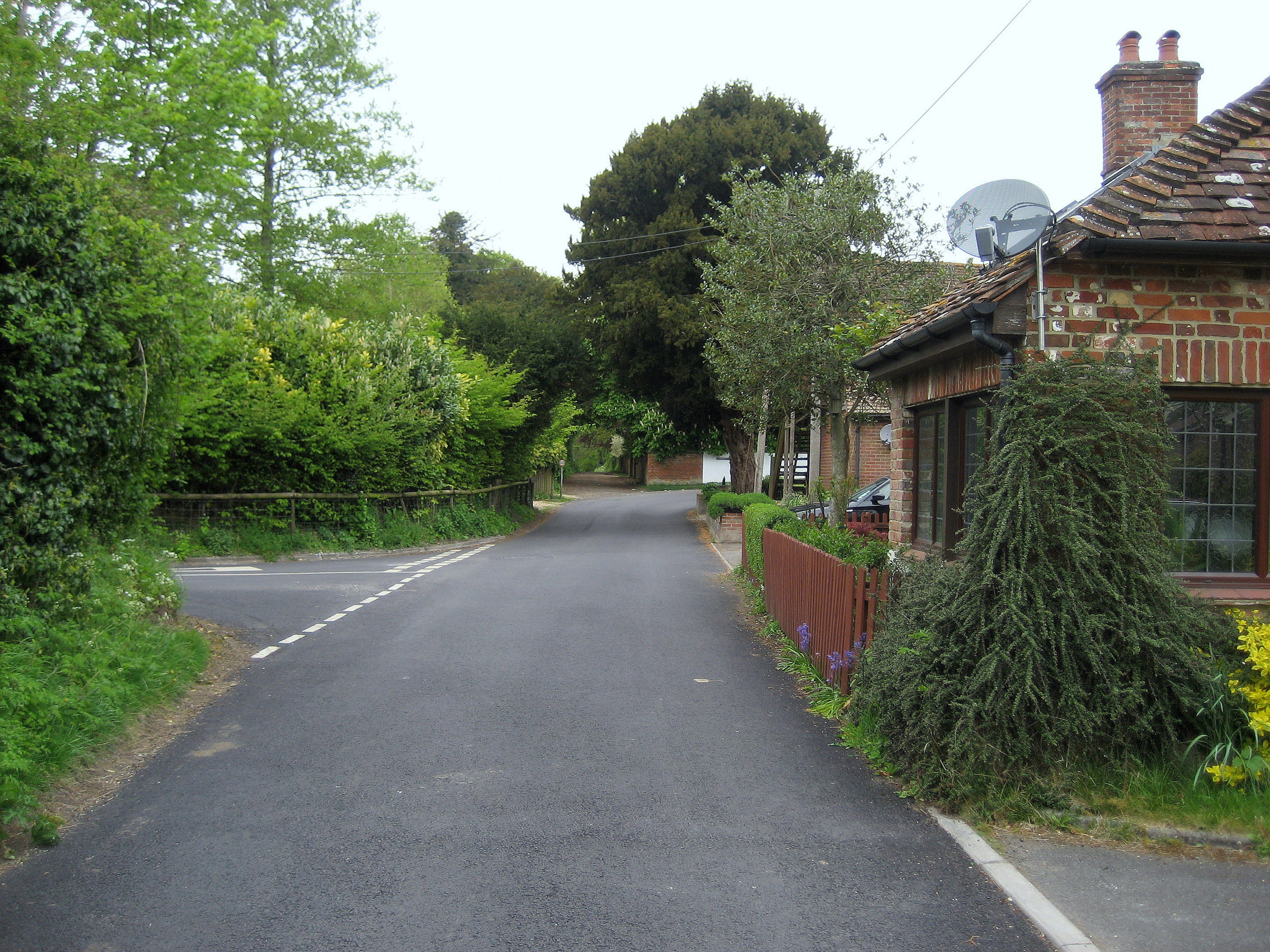
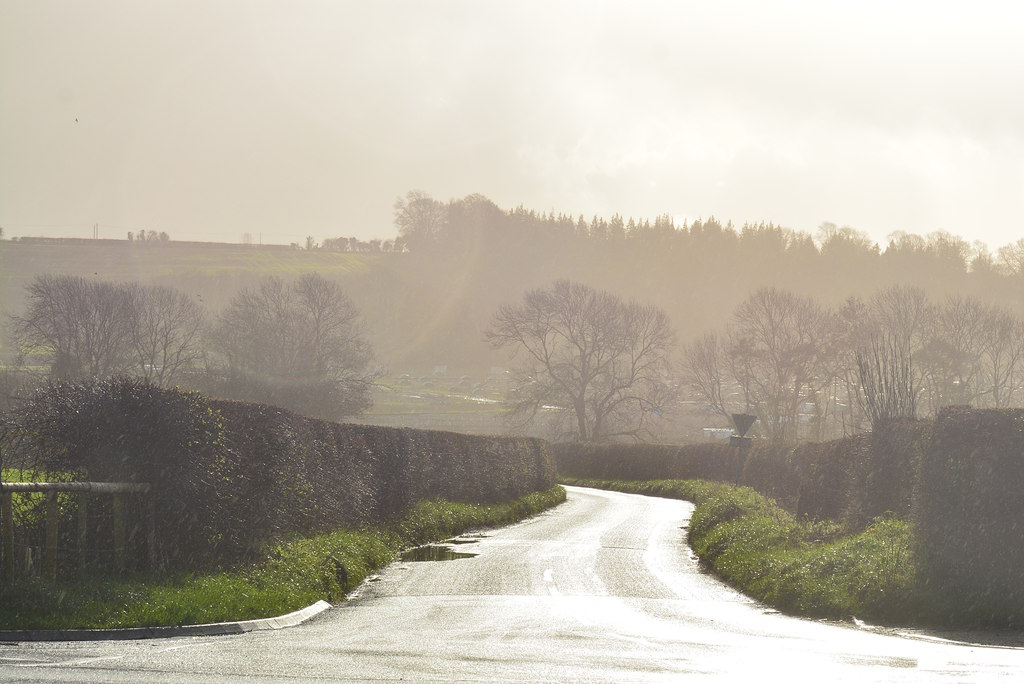
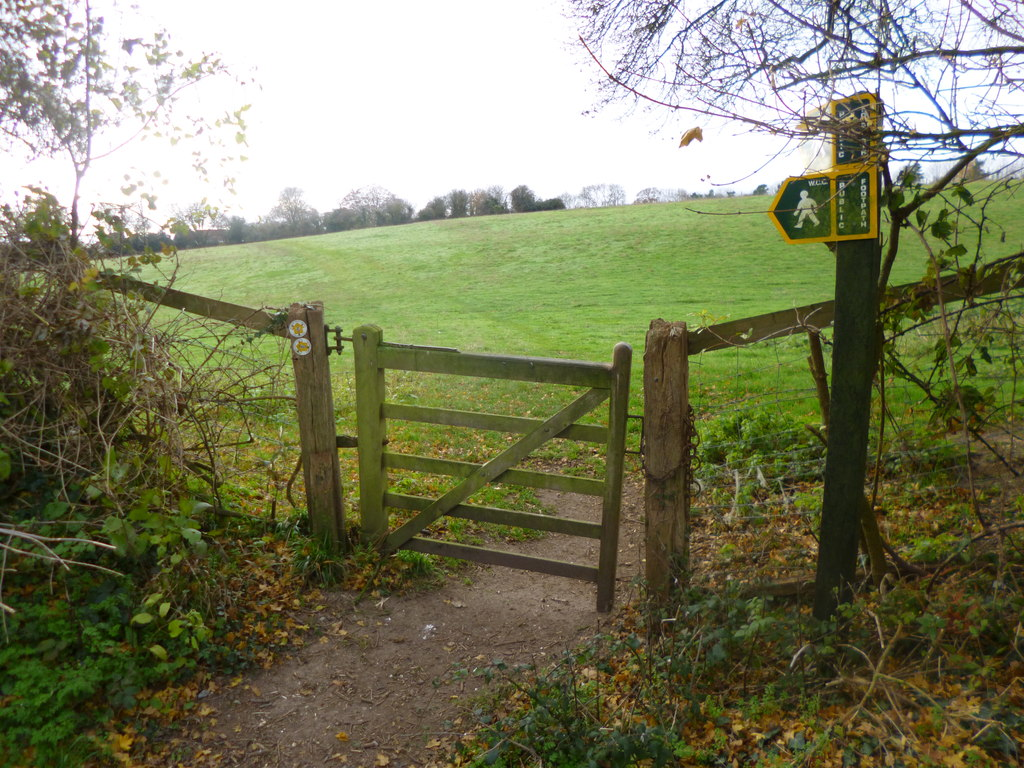
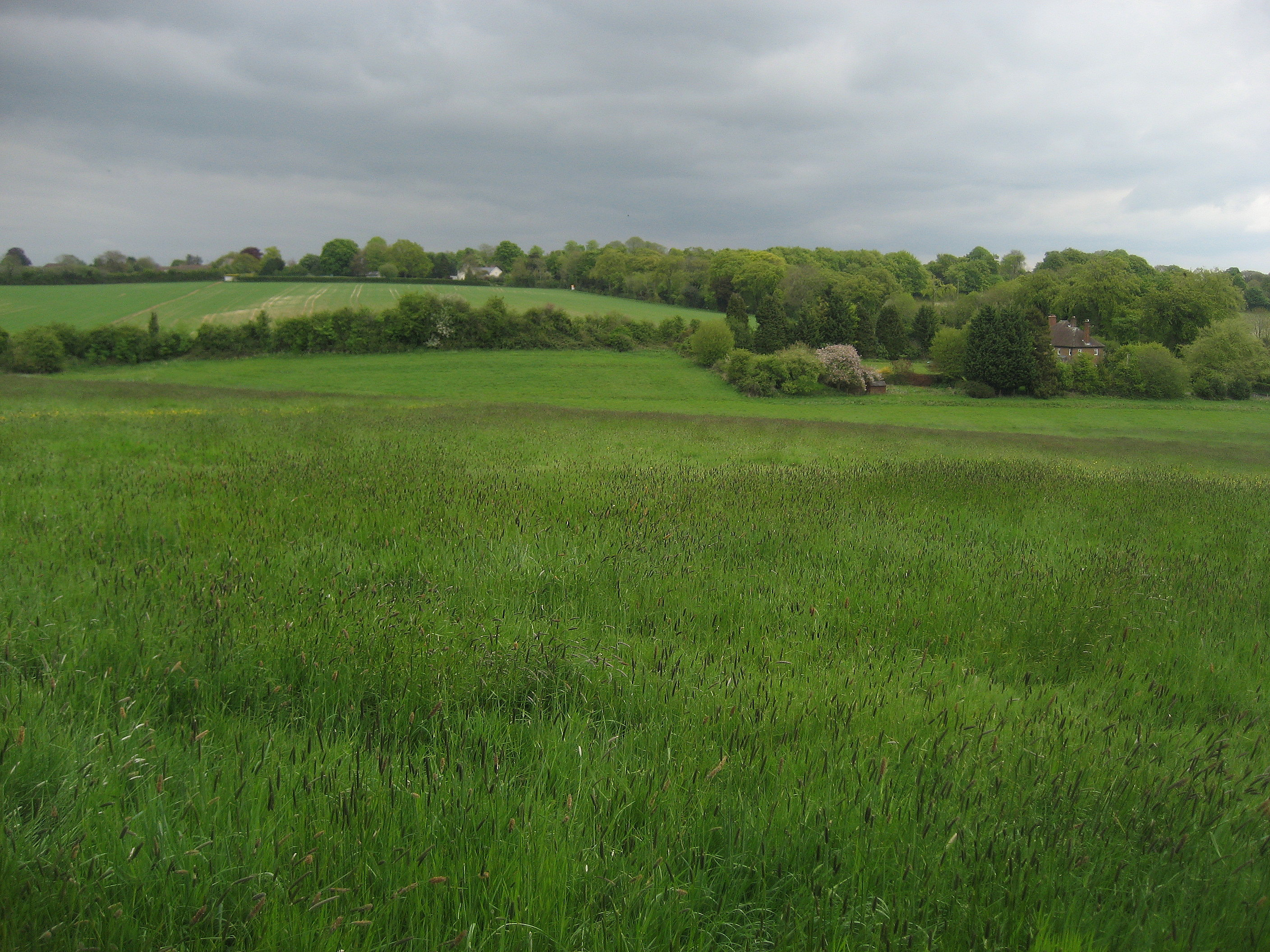
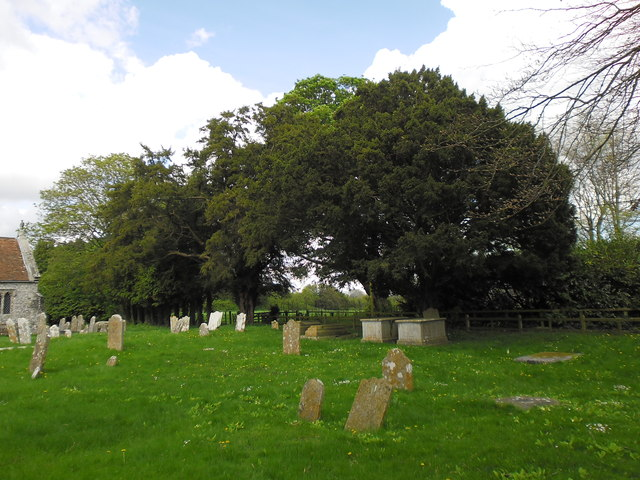
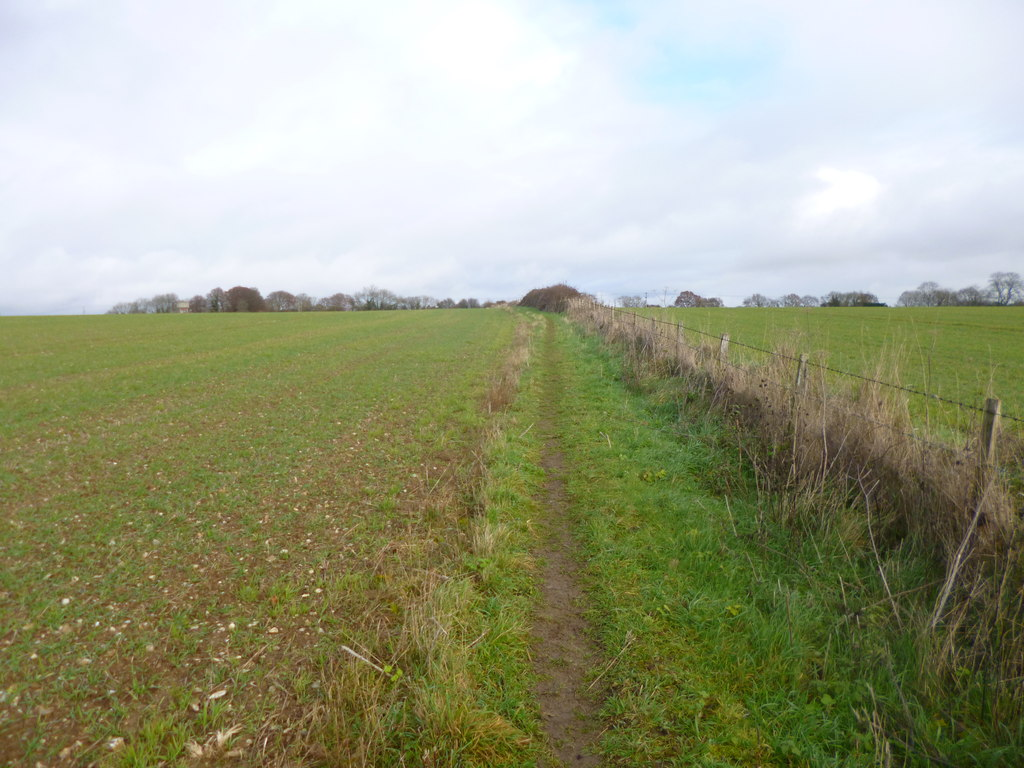
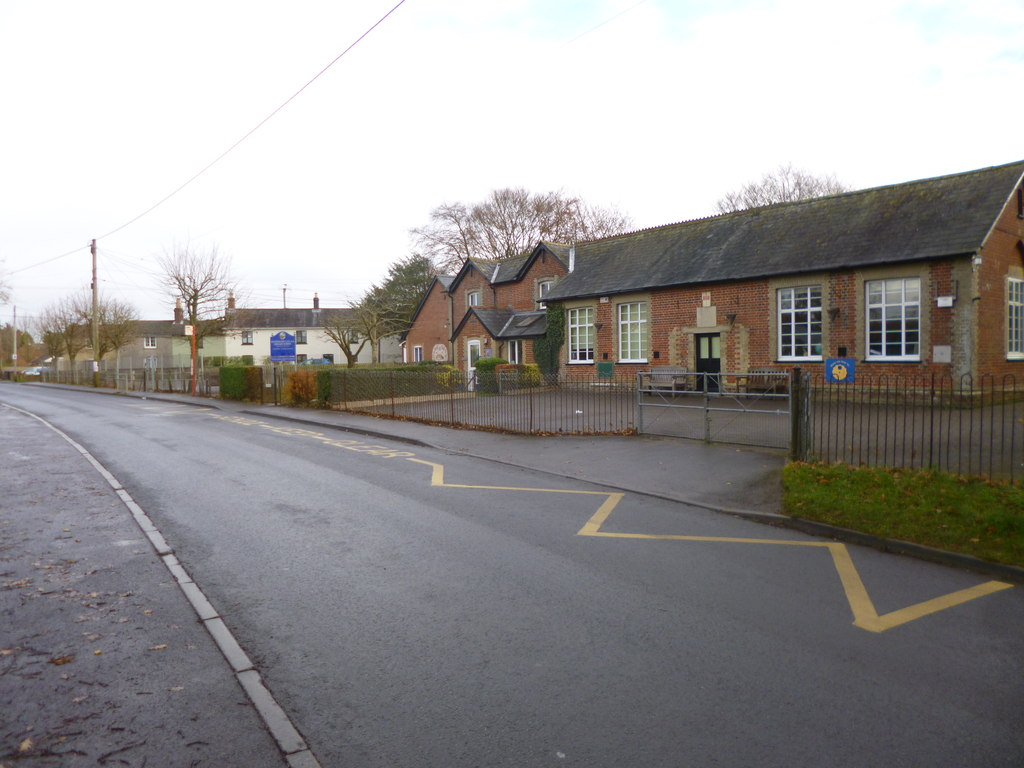
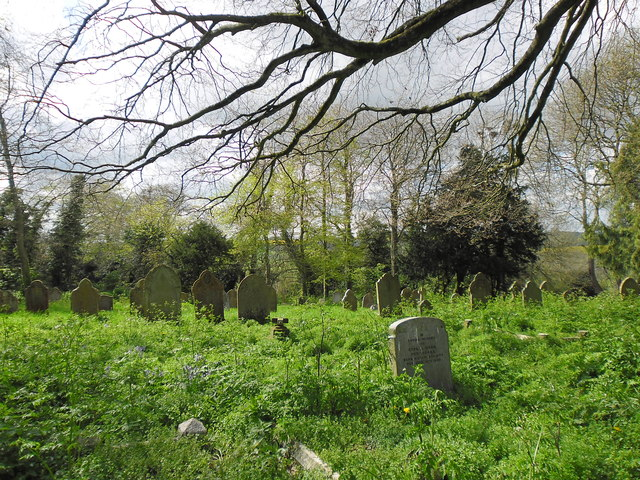
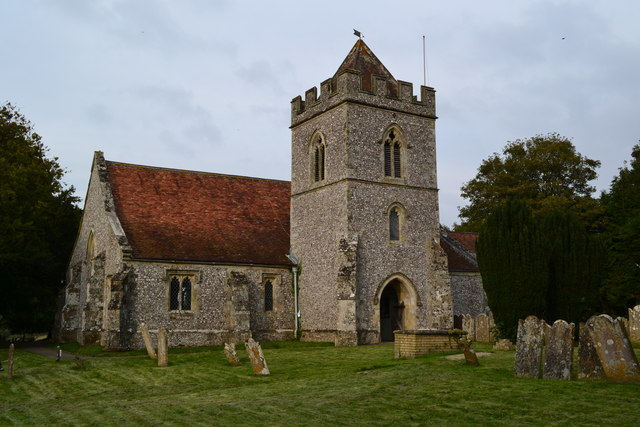
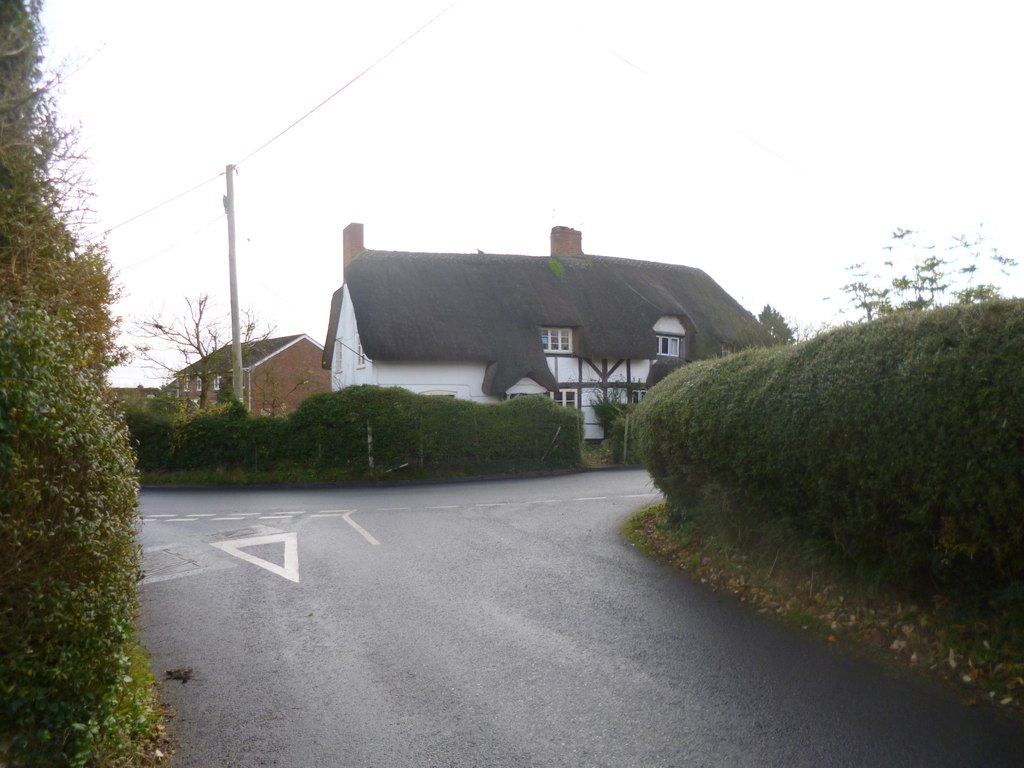
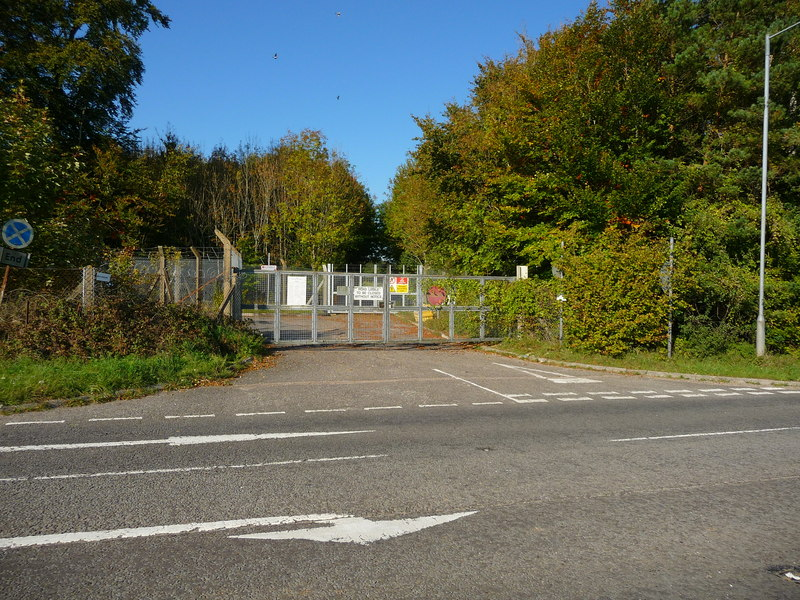
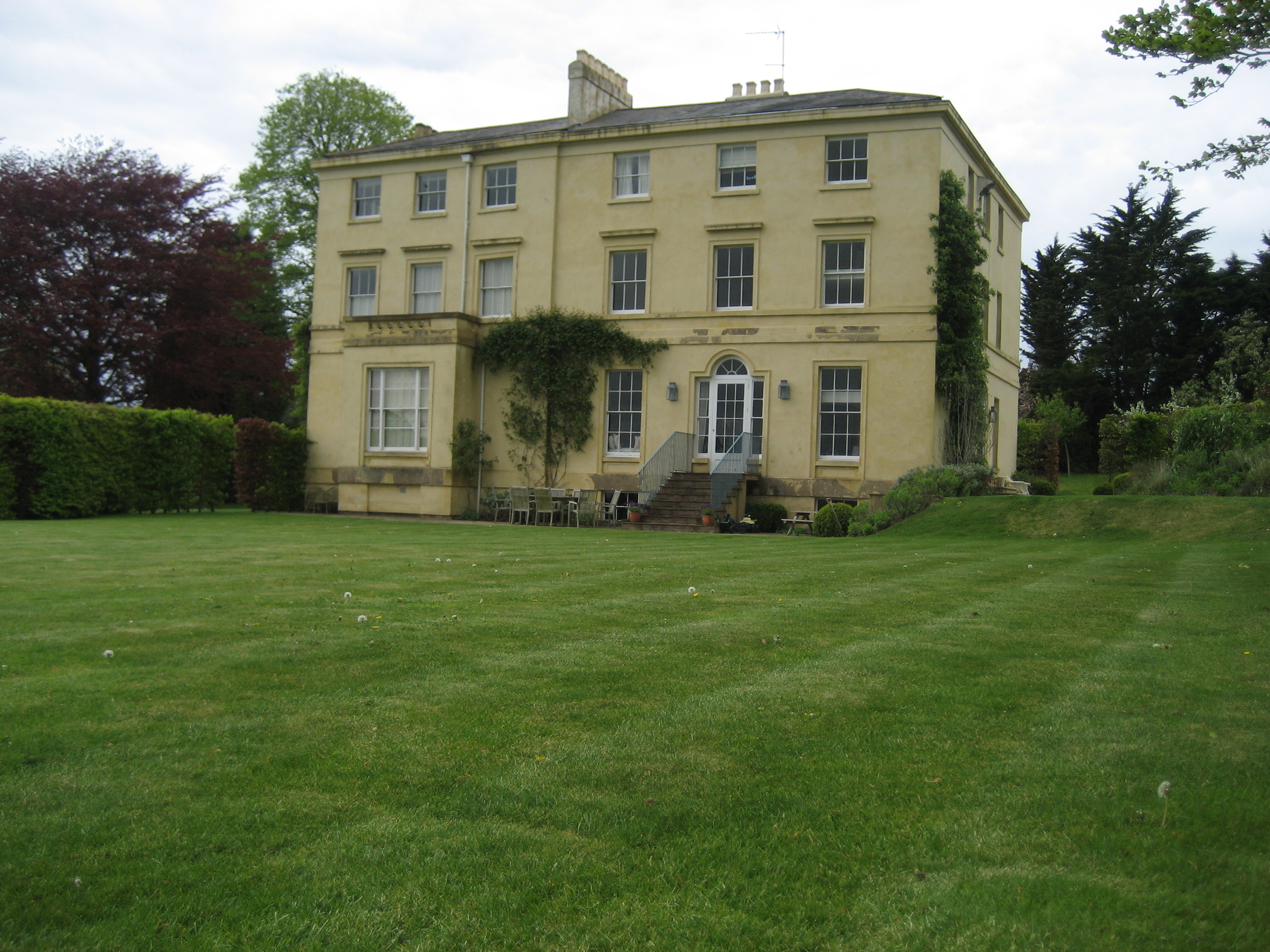
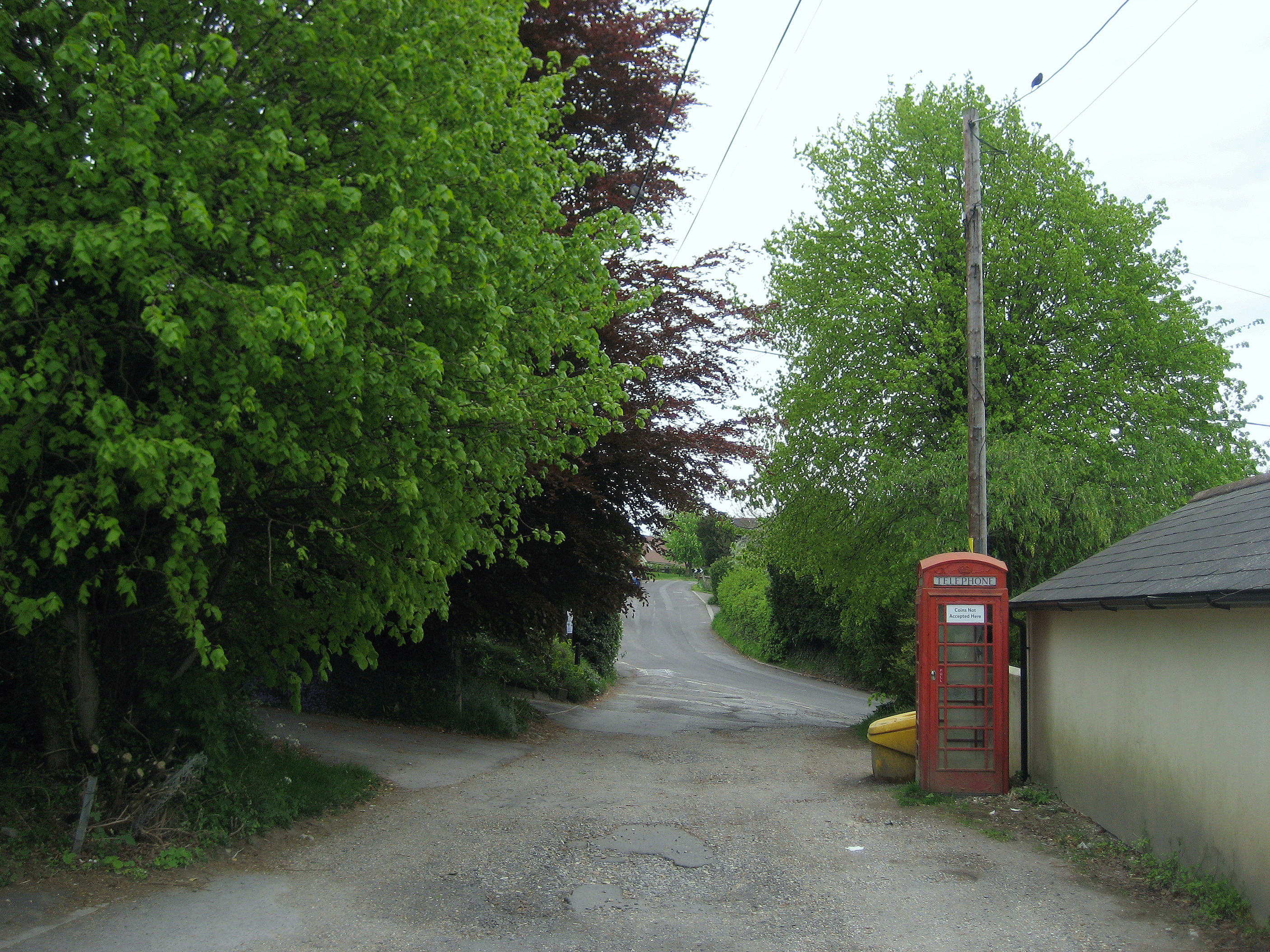
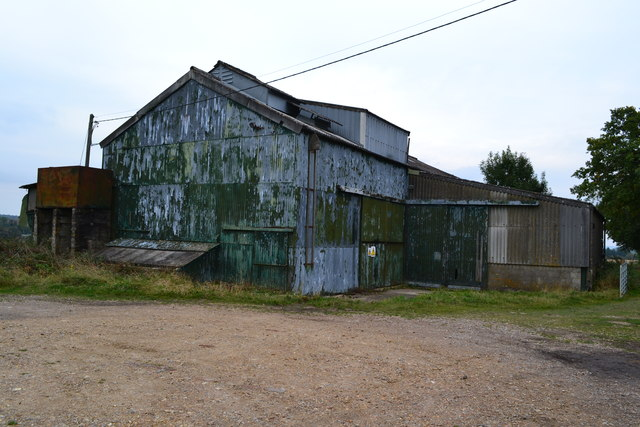
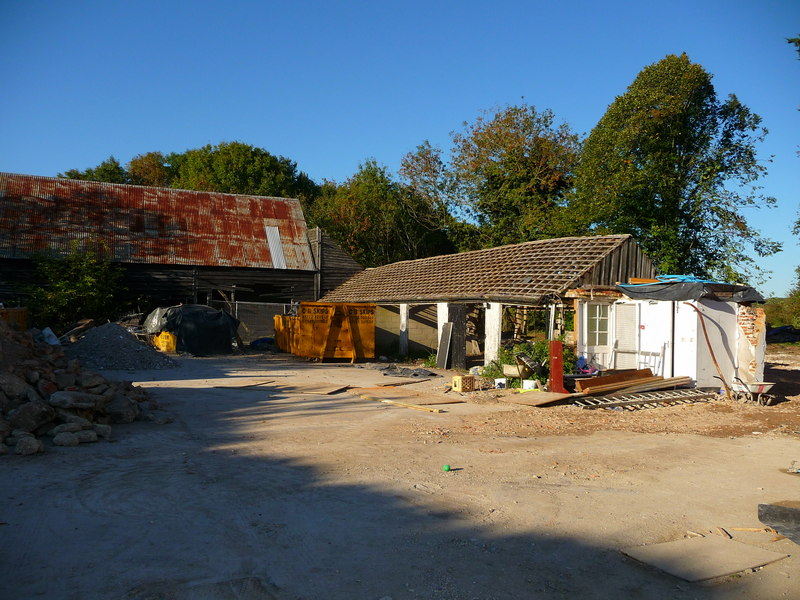
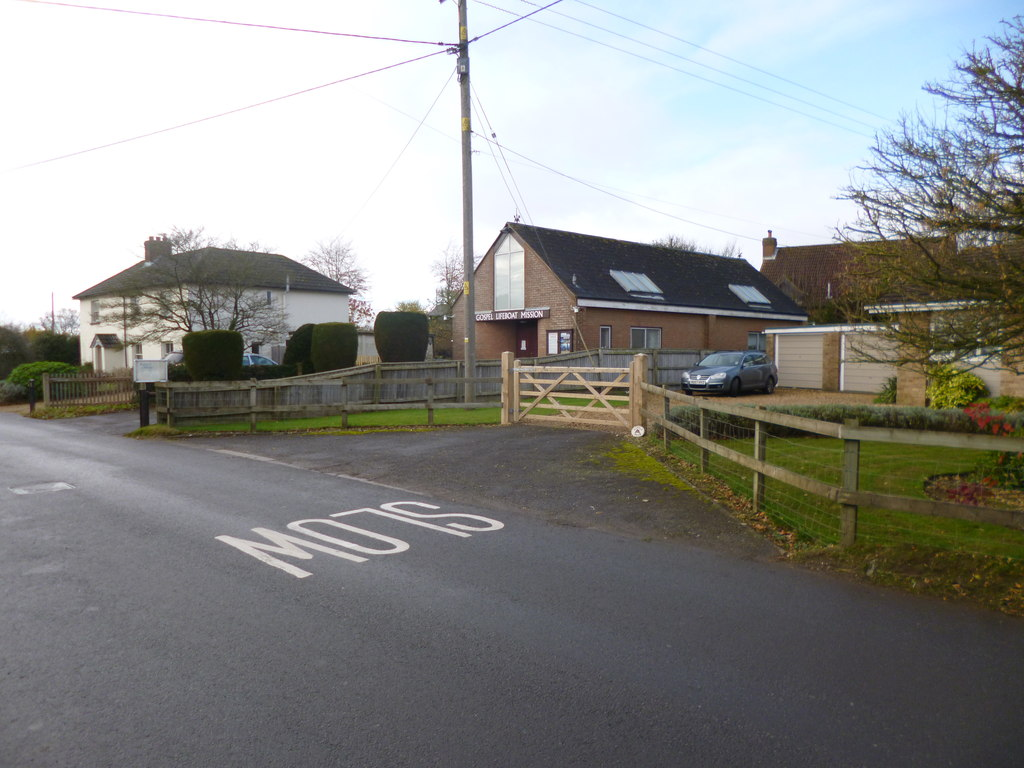
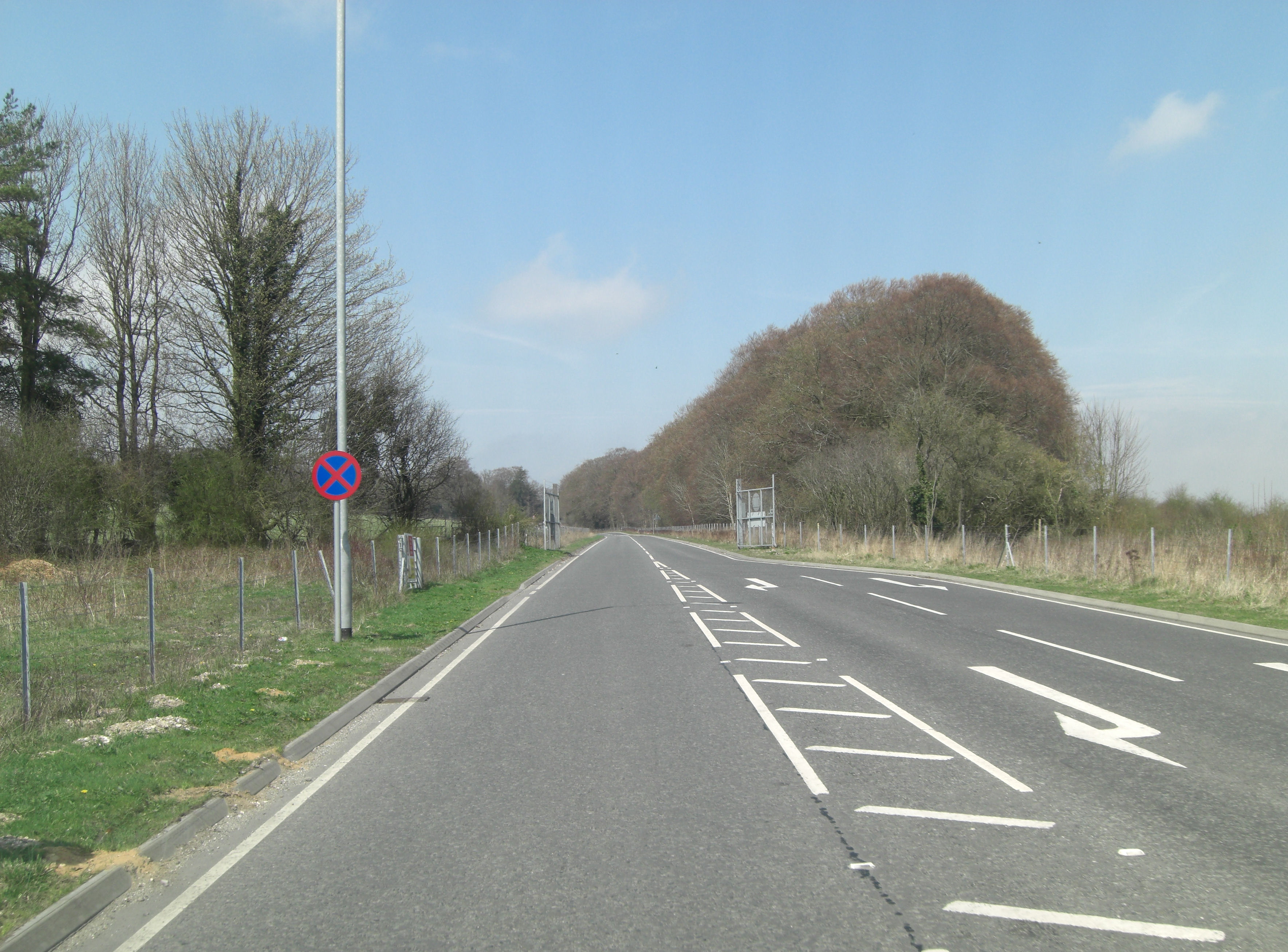
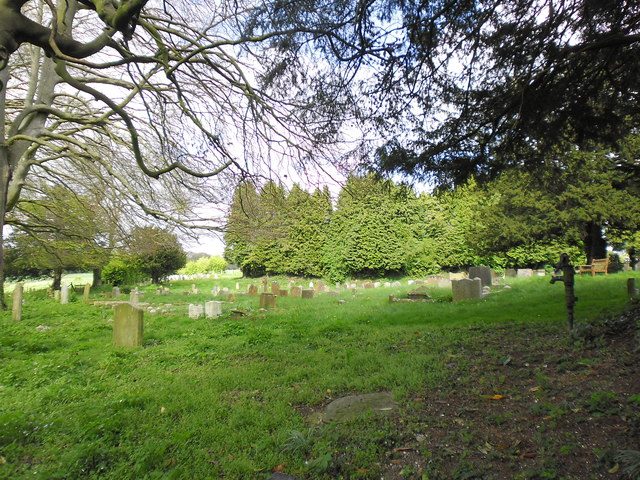